# Hiếp dâm ở Ấn Độ

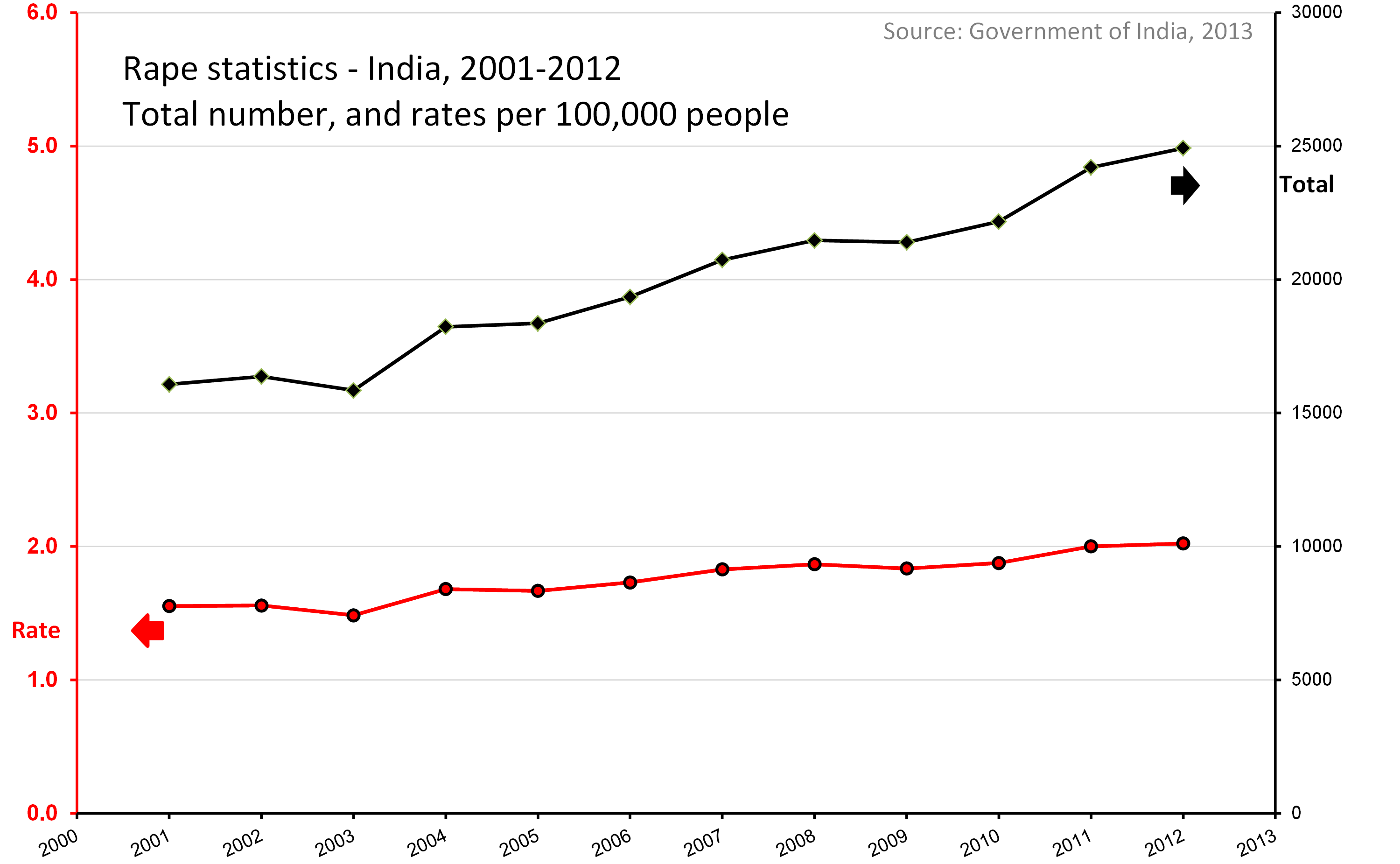
Đây là biểu đồ thể hiện số lần hiếp dâm trên 100000 người

Hiếp dâm ở Ấn Độ thể hiện tình trạng hiếp dâm đang gia tăng tại Ấn Độ, đất nước đông dân nhất thế giới. Trẻ em, phụ nữ Ấn Độ, thậm chí cả du khách nước ngoài cũng trở thành nạn nhân của những cuộc tấn công bạo lực này.

## Thực trạng
Theo thống kê, tại Ấn Độ, cứ 22 phút lại có một vụ hiếp dâm, tỉ lệ hiếp dâm ở thủ đô New Delhi là cao nhất, bởi vậy, thủ đô này còn có tên gọi khác là "thủ đô hiếp dâm". 
Thống kê tháng 6 năm 2013, thủ đô New Delhi xảy ra 806 vụ cưỡng hiếp, bình quân hơn 4 vụ/ngày. Năm 2012, con số này là 706 vụ. Theo kết quả khảo sát của Cơ quan Phụ nữ Liên Hợp Quốc trên CNN năm 2012 chỉ ra rằng, 95% trong số 2.000 phụ nữ tham gia khảo sát ở New Delhi cảm thấy bất an tại các nơi công cộng.
Tại những nơi khác, tình trạng hiếp dâm cũng xảy ra liên tục và đang là mối đe dọa lớn với phụ nữ.

## Nạn nhân

### Trẻ em
Một bé gái mới chỉ 15 tháng tuổi bị hiếp dâm và bé gái 7 tuổi tại bang Goa bị hiếp dâm tại nhà vệ sinh của trường học

### Phụ nữ Ấn
Ngày 21 tháng 01 năm 2014, cô gái 21 tuổi tại Kolkata, bang Tây Bengal đã bị cưỡng hiếp tập thể trên đường đi làm về.

### Phụ nữ nước ngoài
Tháng 1 năm 2014, một du khách Đan Mạch hỏi đường đã bị một nhóm đối tượng cưỡng hiếp tập thể.
Ngày 10 tháng 1 năm 2014, thiếu nữ Đức, 18 tuổi bị một hành khách cùng toa cưỡng hiếp ngay trên tàu trong lúc cô gái ngủ say. Cũng trong tháng 1 một du khách Ba Lan đã bị một lái xe taxi đánh thuốc mê và hãm hiếp khi cùng cô con gái 2 tuổi du lịch tới Ấn Độ.
Cuối tháng 12 năm 2014, một thiếu nữ 20 tuổi bị bắt cóc khi đang đi chơi với bạn và bị cưỡng hiếp tập thể.

## Một số vụ điển hình được xử tại tòa án
Chấn động nhất trong thời gian gần đây là vụ một thiếu nữ 16 tuổi bị cưỡng hiếp tập thể trong hai vụ tấn công khác nhau, sau đó bị thiêu sống. Cô gái bị tấn công lần đầu hôm 26/10, vụ cưỡng hiếp lần hai xảy ra khi cô đang trên đường về nhà sau khi trình báo vụ tấn công đầu tiên với cảnh sát, kinh hoàng hơn, cô gái bị thiêu sống hôm 23/12 và qua đời tại bệnh viện. Sự việc đã làm bùng nổ một cuộc biểu tình ngày 1/1.

## Nguyên nhân
1. Tư tưởng trọng nam khinh nữ: vị trí của phụ nữ không được đề cao trong xã hội là một trong những nguyên nhân dẫn đến tình trạng hiếp dâm tại nước này[5]
2. Đổ lỗi cho phụ nữ ăn mặc khêu gợi: Những kẻ phạm tội cho rằng phụ nữ ăn mặc khêu gợi, hút thuốc, uống rượu hay ra ngoài vào ban đêm là nguyên nhân. Bọn chúng cho rằng, phụ nữ ăn mặc như vậy là "lời mời" hiếp dâm[6].
3. "Yêu râu xanh" xem nhiều phim khiêu dâm và ăn "thực phẩm bổ dưỡng".
4. Các đối tượng sử dụng ma túy, rượu...làm giảm tư duy và mất khả năng kiểm soát hành động.
5. Thiếu giáo dục: Theo các nghiên cứu cho thấy, nhiều trường hợp hiếp dâm đều do các nhóm thanh niên thất nghiệp thực hiện. Trong những vụ hiếp dâm tập thể, các đối tượng này đa phần do tâm lý bị kích thích, đặc biệt khi đi cùng một nhóm bạn.[7]
6. Không đủ cảnh sát, đặc biệt cảnh sát nữ: Trên thực tế, Ấn Độ không đủ cảnh sát để bảo vệ những người dân bình thường. Số lượng cảnh sát nữ lại chiếm rất ít. Vì vậy, những nạn nhân thường ngại trình bày sự việc. Trường hợp mới đây, thiếu nữ bị hiếp trên tàu đến trình báo cảnh sát ba ngày sau khi bị tấn công vì không đủ can đảm.
7. Thiếu an toàn công cộng: Theo Washingtonpost, phụ nữ thường không được bảo vệ ở những nơi công cộng, vì vậy, các vụ cưỡng hiếp thường xảy ra trên xe buýt, đường phố, nhiều đường phố không có đèn, không đủ nhà vệ sinh[8]
8. Kì thị xã hội và chiêu khuyến khích các nạn nhân nhượng bộ: Các nạn nhân thường bị mọi người xa lánh và kì thị nên thường ít phơi bày sự việc. Hơn nữa, họ còn bị khuyến khích "thỏa thiệp" với gia đình hung thủ và cưới hung thủ làm chồng. Điều này càng trở thành cơ hội thuận lợi cho những kẻ "yêu râu xanh".[9]
9. Lỗ hổng trong vấn đề luật pháp: Đây là nguyên nhân tạo điều kiện thuận lợi cho các vụ cưỡng hiếp bùng phát mạnh mẽ tại đất nước này. Theo điều tra của Wall Street Journal, lỗ hổng trong luật pháp chiếm 34% nguyên nhân. Hệ thống tòa án tại Ấn Độ làm việc rất chậm chạp, một phần vì thiếu các thẩm phán. Đất nước này có khoảng 15 thẩm phán trên mỗi triệu người, trong khi đó, ở Trung Quốc, con số này lên tới 159. Cảnh sát thì lơ là công việc.[10]

## Dư luận

### Ấn Độ
Sau Vụ hiếp dâm tập thể Delhi, 2012
, các cuộc biểu tình đã nổ khắp Ấn Độ, bao gồm Chennai, Bangalore, Hyderabad, Thiruvananthapuram, Mumbai,... Nhiều người biểu tình đã mang theo nến, mặc áo đen và nhiều người quần vải đen quanh miệng.